# Gemerská Hôrka
Gemerská Hôrka – wieś (obec) na Słowacji położona w kraju koszyckim, w powiecie Rożniawa. Pierwsze wzmianki o miejscowości pochodzą z roku 1413. 
Według danych z dnia 31 grudnia 2012, wieś zamieszkiwało 1339 osób, w tym 698 kobiet i 641 mężczyzn.
W 2001 roku rozkład populacji względem narodowości i przynależności etnicznej wyglądał następująco:
- Słowacy – 25,13%
- Czesi – 0,3%
- Romowie – 10,38%
- Ukraińcy – 0,15%
- Węgrzy – 63,05%

Ze względu na wyznawaną religię struktura mieszkańców kształtowała się w 2001 roku następująco:
- Katolicy rzymscy – 30,25%
- Grekokatolicy – 0,75%
- Ewangelicy – 5,19%
- Prawosławni – 0,15%
- Ateiści – 26,79%
- Nie podano – 2,26%